# De Appel
Das De Appel Centre for Contemporary Art (kurz De Appel) ist ein niederländisches Ausstellungszentrum für zeitgenössische Kunst in Amsterdam, das von der De Appel Foundation betrieben wird. 2008 besuchten knapp 16.000 Menschen die Ausstellungen im De Appel. Das De Appel ist besonders für seine Performance-Veranstaltungen und Ausstellungen bekannt.

## Geschichte
Das De Appel wurde 1975 von Wies Smals als Stiftung gegründet, die zuerst die Verbreitung von Performance und Installation förderte, Kunstformen, die in Museen nur schwierig zu vermitteln sind. Später kamen auch Filme und Videos hinzu. Die Gründungsdirektorin Wies Smals leitete De Appel bis 1983. Das Haus wird seit 1984 von Saskia Bos geleitet, die 1994 das Curatorial Training Programme (CTP) als Programm zur Ausbildung von Kuratoren initiierte. Zu einem Kurs gehören fünf bis sechs Teilnehmer. Zu den Absolventen des CTP gehören Tobias Berger, Rita Kersting, Adam Szymczyk und Raimundas Malasauskas.
Im September 2005 wechselte Saskia Bos nach 20 Jahren als künstlerische Leiterin und Geschäftsführerin des De Appel als Dekan der School of Art an die Cooper Union. Der Aufsichtsrat der De Appel Foundation berief im Frühjahr 2006 Ann Demeester als Nachfolgerin von Bos. Demeester begann ihre Laufbahn als Kulturjournalistin bei belgischen Zeitungen und hatte vorher im MARTa Herford für Jan Hoet gearbeitet sowie die Amsterdamer Künstlerinitiative W139 geleitet.
Nachdem 2006 der Mietvertrag des De Appel für das vormalige Gebäude in der Nieuwe Spiegelstraat 10 nicht verlängert wurde und sich Umzugspläne in das ROC-gebäude in der Westerstraat zerschlugen, fand De Appel ein neues Domizil in einer ehemaligen Schule im früheren Arbeiterviertel de Pijp südlich der Amsterdamer Altstadt. Das neue Gebäude in der Eerste Jacob van Campenstraat 59 wurde im Februar 2010 mit der ersten Ausstellung eingeweiht. Es wurde Ende des 19. Jahrhunderts als Grundschule für Jungen gebaut und heißt deshalb de Appel Jongensschool.